# Минам (Орегон)
Минам (англ. Minam) — невключённая территория, расположенная в округе Уаллауа штата Орегон, США. Находится у слияния рек Минам и Уаллауа к северу от гор Уаллауа на автодороге штата Орегон № 82 в 32 км к северо-востоку от Ла-Гранда. 

## Название
Минам был назван по реке Минам. Согласно справочнику McArthur and McArthur’s «Oregon Geographic Names» считается, что название Минам возникло в середине XIX века от индейского слова э-ми-не-мах. Последнее относилось к долине реки Минам, где в изобилии росло растение со съедобными корнями. Мах был суффиксом, означающим долину или каньон..

## История
Почтовое отделение в Минаме было основано в 1890 году, закрыто в 1891 году и вновь восстановлено в 1910 году. Город был основан в 1907 году.  В 1908 году была завершена железнодорожная ветка, проходившая через Минам к Джозефу, что, вероятно, и вызвало восстановление почтового отделения.

## Климат
Этот климатический регион характеризуется тёплым (не не жарким) и сухим летом. Согласно системе классификации климата Кёппена, в Минаме средиземноморский климат с тёплым летом.